# The House on Carroll Street
The House on Carroll Street (La casa de Carroll Street en España, El secreto de la calle Carroll en Argentina y La casa en la calle Carroll en Perú) es una película de suspenso de 1988 dirigida por Peter Yates y protagonizada por Kelly McGillis, Jeff Daniels y Mandy Patinkin.

## Argumento
Es Nueva York en 1951. Emily Crane es una editora de fotografía de LIFE y ha sido citada ante el infame Comité de Actividades Antiestadounidenses que lleva a cabo espionaje político bajo la dirección de Ray Salwen. Cuando Crane se niega a revelar ante el los miembros comité de una organización liberal de derechos civiles, ella rápidamente siente el poder del temido senador y pierde posteriormente su trabajo. Estando por ello en problemas monetarios, la joven trabaja entonces como lectora para la medio ciega Sra. Venable en Carroll Street. Un día, cuando observa cosas extrañas en la casa de al lado, ella intenta descubrir qué hay detrás a través del traductor Stefan. Sin embargo, lo matan frente a ellos antes de que pueda dar más información.
La valiente mujer sólo escapa al mismo destino, porque el hombre del FBI Cochran, que le ha sido asignado, acude en su ayuda en el último segundo y le salva la vida. Descuida cada vez más sus deberes del servicio secreto porque está perdidamente enamorado de la atractiva y valiente joven. Un sendero conduce al puerto, donde fondea un barco con inmigrantes. Entre ellos se encuentran tres nazis que, precisamente, entran en el país con documentos judíos. Mientras Emily y Cochran investigan a quienes están detrás de la ayuda nazi para escapar, sus perseguidores se acercan cada vez más a ellos.
Finalmente descubren, que detrás de las operaciones encubiertas se encuentra nada menos que el archirreaccionario presidente del comité, Ray Salwen, a quien Emily debe su expulsión. Los acontecimientos llegan al final a un punto crítico: Cocran es rechazado por sus jefes, Emily persigue a los tres nazis y se produce un dramático enfrentamiento bajo la poderosa cúpula de la estación de tren Grand Central.

## Reparto
| Actor                | Personaje               |
| -------------------- | ----------------------- |
| Kelly McGillis       | Emily                   |
| Jeff Daniels         | Cochran                 |
| Mandy Patinkin       | Salwen                  |
| Jessica Tandy        | Sra. Venable            |
| Jonathan Hogan       | Alan                    |
| Remak Ramsay         | Senador Byington        |
| Kenneth Welsh        | Hackett                 |
| Christopher Buchholz | Stefan                  |
| Charles McCaughan    | 1.er ayudante de Salwen |
| Randle Mell          | 2.° ayudante de Salwen  |
| Michael Flanagan     | Senador                 |
| Paul Sparer          | Randolph Slote          |

## Producción
La película se filmó en diferentes localidades den Nueva York en Estados Unidos. La filmación empezó el 7 de junio de 1087 y, una vez terminado, se estrenó el filme el 4 de marzo de 1988.

## Recepción
La película fue un gran fracaso de taquilla. Se atribuye el fracaso al hecho de que trató un tiempo político oscuro en los Estados Unidos, algo que la mayor parte de la audiencia estadounidense de entonces no quería.
Hoy en día la película ha sido valorada en portales cinematográficos y por críticos profesionales. En IMDb, con aproximadamente 2900 votos registrados, el filme obtiene una media ponderada de 6,1 sobre 10. En cuanto a Rotten Tomatoes, los más de 1000 votos registrados allí le dieron una valoración media de 3 de 5, mientras que los 7 críticos profesionales registrados allí le dieron una valoración media de 5,6 de 10. También cabe destacar, que en La Vanguardia el 56 % de los usuarios registrados allí le dieron una valoración positiva.